# Ljudmila Samotjosova
Ljudmila Samotjosova, född 26 oktober 1939 i Sankt Petersburg, är en sovjetisk före detta friidrottare.
Samotjosova blev olympisk bronsmedaljör på 4 x 100 meter vid sommarspelen 1968 i Mexico City.